# Andrea McEwan

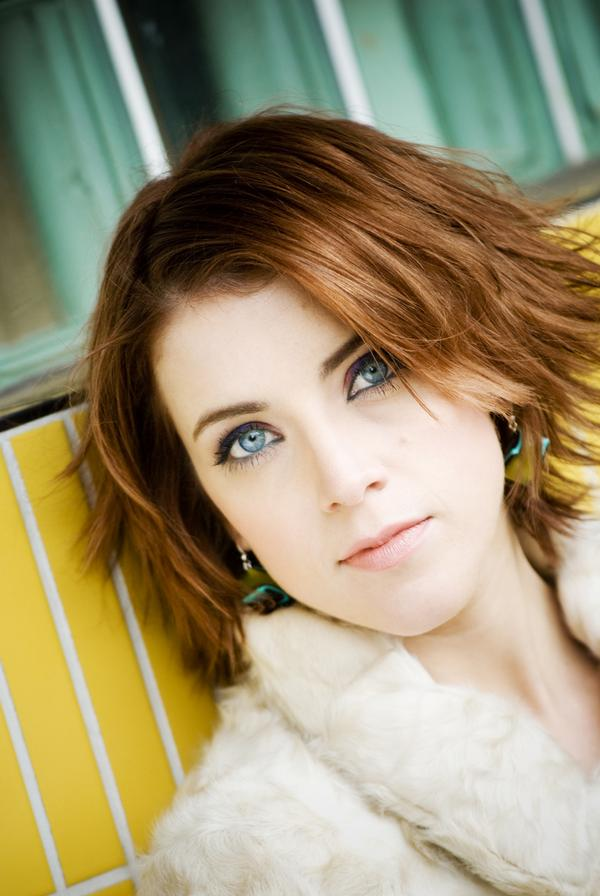
Andrea McEwan

Andrea McEwan [ˈændriə mæˈkjuən] (* 9. Oktober 1978 in Melbourne, Victoria) ist eine australische Schauspielerin, Sängerin, Musikerin und Songschreiberin.

## Leben
Andrea McEwan besuchte die MacRobertson Girls High School in Melbourne und begann ihre Schauspielkarriere in verschiedenen TV-Serien, unter anderem in Ocean Girl und Funky Squad. Im Jahr 1991 wurde sie für ihre Rolle in Annie von der Music Theatre Guild of Victoria für einen Gladys Moncrieff Award (in der Kategorie Outstanding New Talent) nominiert.
In der australischen Serie Neighbours übernahm McEwan verschiedene Rollen, zuerst 1989 die Rolle der Sonia, 1991 die Rolle der Sarah Livingston, 1995 trat McEwan als Nicole Cahill und 2002 als Penny Watts in der Serie auf.
Im Jahre 2000 besuchte sie Australiens renommiertestes Schauspielinstitut N.I.D.A. und schloss die Ausbildung mit einem „Bachelor für Dramatische Kunst“ ab.
Nach ihrem Umzug nach Europa im Jahr 2000 begann Andrea McEwan ihre Karriere als Sängerin und Songschreiberin. 2006 unterschrieb sie einen Vertrag als Songschreiberin bei Dramatico Songs.
In Zusammenarbeit mit Katie Melua schrieb sie die Songtexte für What I Miss About You und Dirty Dice, welche auf Katie Meluas dritten Album Pictures erschienen.
Im Oktober 2008 wurde Andrea McEwans erste Single Candle In A Chatroom veröffentlicht, am 24. April 2009 ihr Debütalbum Rental Property.

## Filmografie
- 1989–2002: Nachbarn (Neighbours, Fernsehserie, 32 Folgen)
- 1994: Girl (Fernsehfilm)
- 1994: Ocean Girl (Fernsehserie, 13 Folgen)
- 1994, 2002: Blue Heelers (Fernsehserie, zwei Folgen)
- 1995: Funky Squad (Fernsehserie, eine Folge)
- 2001: All Saints (Fernsehserie, eine Folge)
- 2001: Beastmaster – Herr der Wildnis (BeastMaster, Fernsehserie, eine Folge)
- 2001–2002: McLeods Töchter (McLeod’s Daughters, Fernsehserie, zwei Folgen)
- 2003: CrashBurn (Fernsehserie, zwei Folgen)
- 2004: The Secret Life Of Us (Fernsehserie, eine Folge)
- 2005: Coronation Street (Fernsehserie, drei Folgen)